# Edwin Hodge
Edwin Martel Basil Hodge (* 26. Januar 1985 in Jacksonville, North Carolina) ist ein US-amerikanischer Schauspieler.

## Leben
Edwin Hodge wurde in Jacksonville in North Carolina geboren, den Großteil seiner Kindheit verbrachte er jedoch in New York. Seine erste Nebenrolle hatte er im 1995 erschienenen Film Stirb langsam: Jetzt erst recht. Für seine Rolle in der Horrorkomödie Shadowzone 2: Voodoo im Klassenzimmer gewann er 1998 einen Young Artist Award. Daraufhin folgten einige einzelne Auftritte bei großen Fernsehserien, unter anderem Grey’s Anatomy, Heroes oder CSI: Miami.
2013 spielte er im Film The Purge – Die Säuberung die Figur des Dante Bishop. Er verkörperte diese Rolle auch in den beiden Fortsetzungen des Films, The Purge: Anarchy (2014) und The Purge: Election Year (2016) und ist somit der einzige Schauspieler, der in den ersten drei Teilen der Filmreihe mitgespielt hat.
Sein Bruder Aldis Hodge ist ebenfalls Schauspieler. Zusammen mit Jonathan Keasey verfassten die Brüder das Drehbuch zum Film Parallel, in dem sie ein Brüderpaar verkörpern.

## Filmografie (Auswahl)

### Filme
- 1995: Stirb langsam: Jetzt erst recht (Die Hard with a Vengeance)
- 1996: Tödliche Weihnachten (The Long Kiss Goodnight)
- 1997: Shadowzone 2: Voodoo im Klassenzimmer (Shadow Zone: My Teacher Ate My Homework)
- 1999: The Breaks
- 2000: Big Mama’s Haus (Big Momma’s House)
- 2002: Coastlines
- 2003: Hangman’s Curse – Der Fluch des Henkers (Hangman’s Curse)
- 2003: College Animals (National Lampoon Presents Dorm Daze)
- 2003: A Light in the Forest
- 2004: Alamo – Der Traum, das Schicksal, die Legende (The Alamo)
- 2004: Debating Robert Lee
- 2005: Fighting the Odds: The Marilyn Gambrell Story (Fernsehfilm)
- 2005: Control
- 2006: All the Boys Love Mandy Lane
- 2008: Beautiful Loser
- 2011: Take Me Home Tonight
- 2011: American Trash
- 2012: Red Dawn
- 2012: Christmas in Compton
- 2013: The Purge – Die Säuberung (The Purge)
- 2013: A String to Pull (Kurzfilm)
- 2014: The Purge: Anarchy
- 2014: Katakomben (As Above, So Below)
- 2016: The Good Neighbor
- 2016: The Purge: Election Year
- 2021: The Tomorrow War
- 2024: Parallel

### Serien
- 1995: New York Undercover (Folge 2x03)
- 1997: X-Factor: Das Unfassbare (Beyond Belief: Fact or Fiction, Folge 2x03)
- 1998: Eine himmlische Familie (7th Heaven, Folge 3x05)
- 1999: Snoops – Charmant und brandgefährlich (Snoops, Folge 1x09)
- 2000: Angel – Jäger der Finsternis (Angel, Folge 2x03)
- 2000–2002: Boston Public (13 Folgen)
- 2001: Keine Gnade für Dad (Grounded for Life, Folge 1x11)
- 2001: Alabama Dreams (Any Day Now, Folgen 4x02–4x03)
- 2003: Ein Hauch von Himmel (Touched by an Angel, Folge 9x15)
- 2004–2005: Jack & Bobby (19 Folgen)
- 2005: Cold Case – Kein Opfer ist je vergessen (Cold Case, Folgen 3x06)
- 2006: Invasion (4 Folgen)
- 2006: Grey’s Anatomy (Folge 3x06)
- 2009: Ghost Whisperer – Stimmen aus dem Jenseits (Ghost Whisperer, Folge 4x16)
- 2009: Heroes (Folge 3x23)
- 2009: Bones – Die Knochenjägerin (Bones, Folge 4x24)
- 2009: Mental (12 Folgen)
- 2010: Leverage (Folge 3x01)
- 2010: One Tree Hill (Folge 8x03)
- 2010: CSI: Miami (Folge 9x06)
- 2011: The Mentalist (Folge 4x10)
- 2012: Rizzoli & Isles (Folge 3x12)
- 2012: Navy CIS (NCIS, Folge 10x05)
- 2012: Private Practice (Folge 5x11)
- 2012–2013: Cougar Town (7 Folgen)
- 2013: Navy CIS: L.A. (NCIS: Los Angeles, Folgen 4x18–4x19)
- 2014: The Night Shift (Folge 1x06)
- 2014: thirtydumpling (Folge 1x01)
- 2014–2015: Chicago Fire (12 Folgen)
- 2017–2018: Six (18 Folgen)
- 2019: For All Mankind (3 Folgen)
- 2020: All Rise – Die Richterin (1 Folge)
- 2022–2025: FBI: Most Wanted